# Katherine Kelly
Katherine Kelly, född 19 november 1979 i  Barnsley, South Yorkshire, England, är en brittisk skådespelare.

## Filmografi (i urval)
- 2003 – Sons and Lovers
- 2006–2012 – Coronation Street (TV-serie) (704 avsnitt)
- 2013–2016 – Mr Selfridge (TV-serie)
- 2013 – The Field of Blood (TV-serie)
- 2016 – Happy Valley (TV-serie)
- 2016 – The Night Manager (TV-serie)
- 2016 – Class (TV-serie)